# NGC 1446
NGC 1446 est une étoile située dans la constellation de l'Éridan. 
L'astronome allemand John Dreyer a enregistré la position de cette étoile en 1877.